# Liste des maires de Vitry-sur-Seine

## Liste des maires
| Période                                  | Période  | Identité                                                                           | Étiquette | Qualité       |
| ---------------------------------------- | -------- | ---------------------------------------------------------------------------------- | --------- | ------------- |
| 2020                                     | en cours | Pierre Bell-Lloch (°1977)                                                          | PCF       |               |
| 2015                                     | 2020     | Jean-Claude Kennedy (°1951)                                                        | PCF       |               |
| 1996                                     | 2015     | Alain Audoubert (°1943 - †2019) — démissionnaire                                   | PCF       |               |
| 1977                                     | 1996     | Paul Mercieca (°1932) — démissionnaire                                             | PCF       | Député        |
| 1965                                     | 1977     | Louis Marcel Rosette (°1925 - †2005)                                               | PCF       | Sénateur      |
| 1957                                     | 1965     | Clément Perrot (°1891 - †1970)                                                     | PCF       | Cheminot      |
| 1944                                     | 1957     | Lucien Français (°1889 - †1957) — mort en fonction                                 | PCF       |               |
| 1942                                     | 1944     | Charles Verrier (°1881 - †?) — délégation spéciale                                 |           |               |
| 1940                                     | 1942     | Roger Stanislas Berger (°1890 - †1971) — délégation spéciale                       |           |               |
| 1939                                     | 1940     | Alcibiade Louis Sylla Vernier (°1880 - †1963) — délégation spéciale                |           |               |
| 1929                                     | 1939     | Charles Guillaume Rigaud (°1897 - †1972)                                           | PCF       | Métallurgiste |
| 1925                                     | 1929     | Pierre Périé (°1891 - †1983)                                                       | PCF       | Pharmacien    |
| 1904                                     | 1925     | Arsène Gravier (°1863 - †1928)                                                     | Rad.      | Pépiniériste  |
| 1889                                     | 1904     | Auguste Louis James Gretillat (°1846 - †1908)                                      | Rad.      |               |
| 1888                                     | 1889     | Emile Charles Durand (°1841 - †1934)                                               |           |               |
| 1884                                     | 1888     | André Eugène Charpentier (°1814 - †1889) — démissionnaire                          |           |               |
| 1875                                     | 1884     | Henry Marie Joseph Moreau (°1826 - †1899)                                          |           |               |
| 1868                                     | 1874     | Camille Charles Groult (°1832 - †1908)                                             |           | Industriel    |
| 1861                                     | 1868     | Eugène Joseph Napoléon Louis Dubois (°1812 - †1868) — fils de Louis Nicolas Dubois |           |               |
| 1825                                     | 1861     | Pierre Lamouroux (°1787 - †1861) — mort en fonction                                |           | Pharmacien    |
| 1821                                     | 1825     | Jean Croux (°1753 - †1832)                                                         |           |               |
| 1819                                     | 1821     | Louis Nicolas Dubois (°1758 - †1847)                                               |           | Avocat        |
| 1815                                     | 1819     | Pierre Charles André Malouin (°1765 - †?)                                          |           |               |
| 1815                                     | 1815     | Louis Toussaint Chevalier (°1776 - †?) — démissionnaire                            |           |               |
| 1814                                     | 1815     | Jean-Baptiste Nepveu (°1776 - †1859)                                               |           |               |
| 1809                                     | 1813     | Jean-Baptiste Christophe Julienne (°1766 - †1815)                                  |           |               |
| 1806                                     | 1809     | Louis François Bouquet (°1765 - †?)                                                |           |               |
| 1804                                     | 1806     | Antoine Germain Cretté (°1767 - †1806) — démissionnaire                            |           |               |
| 1800                                     | 1804     | Armand Louis de Mackau (°1759 - †1827)                                             |           | Militaire     |
| 1796                                     | 1799     | Jean-Honoré Le Fèvre                                                               |           | Pépiniériste  |
| 1793                                     | 1796     | inconnu                                                                            |           |               |
| 1790                                     | 1793     | Jean-Honoré Le Fèvre                                                               |           | Pépiniériste  |
| Les données manquantes sont à compléter. |          |                                                                                    |           |               |

## Pour approfondir